# روز جهانی شکلات

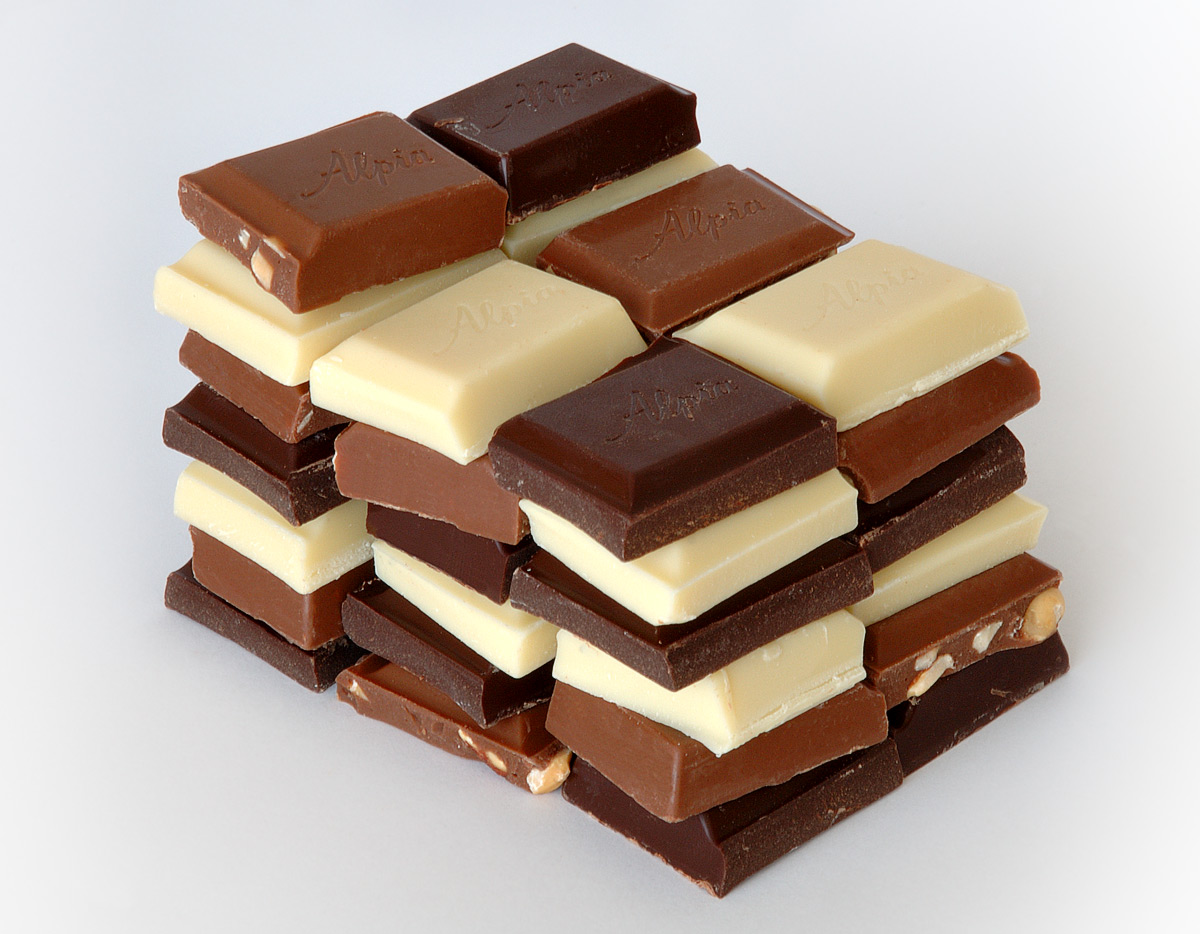
انواعی از شکلات‌های تلخ یا سیاه، سفید و مغزدار

روز جهانی شکلات یا در برخی بیان‌ها روز بین‌المللی شکلات رویداد سالانه‌ای که از سال ۲۰۰۹ در ۷ ژوئیه برگزار می‌شود. گفته می‌شود که این روز، یادآور نخستین روزی است که در سال ۱۵۵۰ (میلادی) شکلات به اروپا وارد شد.
روزهای دیگری نیز برای بزرگداشت شکلات وجود دارند. مانند ۲۸ اکتبر که در ایالات متحده آمریکا «روز ملی شکلات» نامیده می‌شود. به گونه گیج‌کننده‌ای اتحادیه ملی شیرینی‌پزان آمریکا ۱۳ سپتامبر را به عنوان «روز بین‌المللی شکلات» می‌شناسد.
در دیگر جاهای جهان نیز روزهای دیگری به عنوان روز شکلات وجود دارند. در کشور غنا که دومین تولیدکننده کاکائو در جهان است چندین روز ویژه برای گونه‌های شکلات وجود دارد. در این کشور، روز شکلات در ۱۴ فوریه، روز شکلات تلخ و شیرین در ۱۰ ژانویه، روز شکلات شیری در ۲۸ ژوئیه، روز شکلات سفید در ۲۲ سپتامبر، و روز همه چیز با شکلات در ۱۶ دسامبر جشن گرفته می‌شود.